# Julian Olpiński
Julian Olpiński (1847 Terebovlja – duben 1908 Terebovlja) byl rakouský politik polské národnosti z Haliče, na konci 19. století poslanec Říšské rady.

## Biografie
Byl synem poštmistra. V roce 1876 byl promován na doktora lékařství na Jagellonské univerzitě. V Terebovlji se usadil roku 1877. Působil jako lékař. Publikoval odborné práce na téma ušního lékařství. Byl aktivní veřejně i politicky. Od roku 1882 zastával úřad starosty Terebovlji. Město mu později udělilo čestné občanství. Roku 1878 se tam stal také členem okresní rady a roku 1880 i okresního výboru. Od roku 1890 zasedal coby poslanec Haličského zemského sněmu. Mandát zemského poslance obhájil i ve volbách roku 1895.
Byl také poslancem Říšské rady (celostátního parlamentu Předlitavska), kam usedl ve volbách do Říšské rady roku 1897 za kurii venkovských obcí v Haliči, obvod Terebovlja, Husjatyn atd. Dobový tisk sice uvádí, že byl zvolen, ale v rejstříku poslanců ve XII. zasedání sněmovny není uveden. Za dotyčný obvod se v rejstříku uvádí coby poslanec Władysław Czaykowski. V rejstříku pro XIII. zasedání sněmovny se uvádí jako Dr. Julian Olpiński-Nałęcz, lékař, starosta a zemský poslanec, bytem Terebovlja. Slib poslance měl složit již během XII. zasedání sněmovny.
Ve volbách roku 1897 je uváděn jako oficiální polský kandidát, tedy kandidát parlamentního Polského klubu.
Zemřel v dubnu 1908.